# 心理壓力
在心理學中，心理壓力（英語：psychological stress）或心理应激，是一種情緒緊張與受壓迫的感覺，也是机体在某种环境刺激作用下，由于客观要求和应付能力不平衡所产生的一种适应环境的紧张反应状态。
壓力是一種心理性疼痛（psychological pain）。少量的心理壓力可能是有益的，可提高人的警觉水平，从而应付各种环境变化的挑战；例如它可以提高運動表現、動機和對環境的反應。然而，過度的心理壓力有害于人体的身心健康；例如會增加中風、心臟病發作、潰瘍和精神疾病（如抑鬱症）的風險，也會使原有疾病惡化。

## 成因
壓力可以是來自外部且與環境相關，但也可能起自內部感知，造成個體經驗到焦慮，或其他與（當下）情境有關的負面情緒，如壓迫感、不舒服等被當事人認為在當下帶來壓力的感覺。

## 類型
漢斯·謝耶（Hans Selye）在1974年提出了四種壓力變化的概念。 在一個（抽象的，表示漸變程度的）軸上，他定位了良性应激（eustress）和不良应激（distress）即苦惱。另一方面是壓力過大（hyperstress）和壓力不足（hypostress）。 謝耶提倡平衡這些情況：最終目標是（完美地）平衡，並儘可能多一些 。英語 eustress 來自希臘語詞根 eu-，意思是“好”（如“欣快感”）。當一個人認為壓力源（stressor）是有助益的時候，就會產生 。英語 distress 源於拉丁語詞根 dis-。
根據醫學上的定義，此類痛苦會影響生活品質。當一個人的能力無法滿足自身需求時，就會發生這種情況。 壓力可能還會導致頭痛。